# Yanou
Yann Peifer, mais conhecido por seu nome artístico Yanou é um músico e DJ alemão. Teve alguns sucessos nas paradas, como "Children of the Sun" e "Heaven" (cover da canção homônima de Bryan Adams, produzida em conjunto por DJ Sammy) e é também conhecido por integrar o grupo de trance Cascada. Foi membro do projeto paralelo Tune Up!, agora inativo.

## Singles
- 2001 "Heaven" - DJ Sammy and Yanou ft. Do (UK #1, US #8[1])
- 2002 "Heaven (Candlelight Mix)" - DJ Sammy and Yanou ft. Do
- 2003 "On & On" - Yanou ft. Do
- 2005 "Everytime We Touch (Yanou's Candlelight Mix)" - Cascada
- 2006 "King of My Castle" - Yanou ft. Liz
- 2007 "Sun Is Shining"- Yanou
- 2007 "What Hurts the Most (Yanou's Candlelight Mix)" - Cascada
- 2008 "A Girl Like You" - Yanou ft. Mark Daviz
- 2008 "Children Of The Sun" - Yanou
- 2009 "Brighter Day" - Yanou ft. Anita Davis
- 2009 "Draw The Line (Yanou's Candlelight Mix) - Cascada